# Tetragonia nigrescens
Tetragonia nigrescens är en isörtsväxtart som beskrevs av Eckl och Zeyh. Tetragonia nigrescens ingår i släktet tetragonior, och familjen isörtsväxter. Inga underarter finns listade i Catalogue of Life.